# Paedophryne

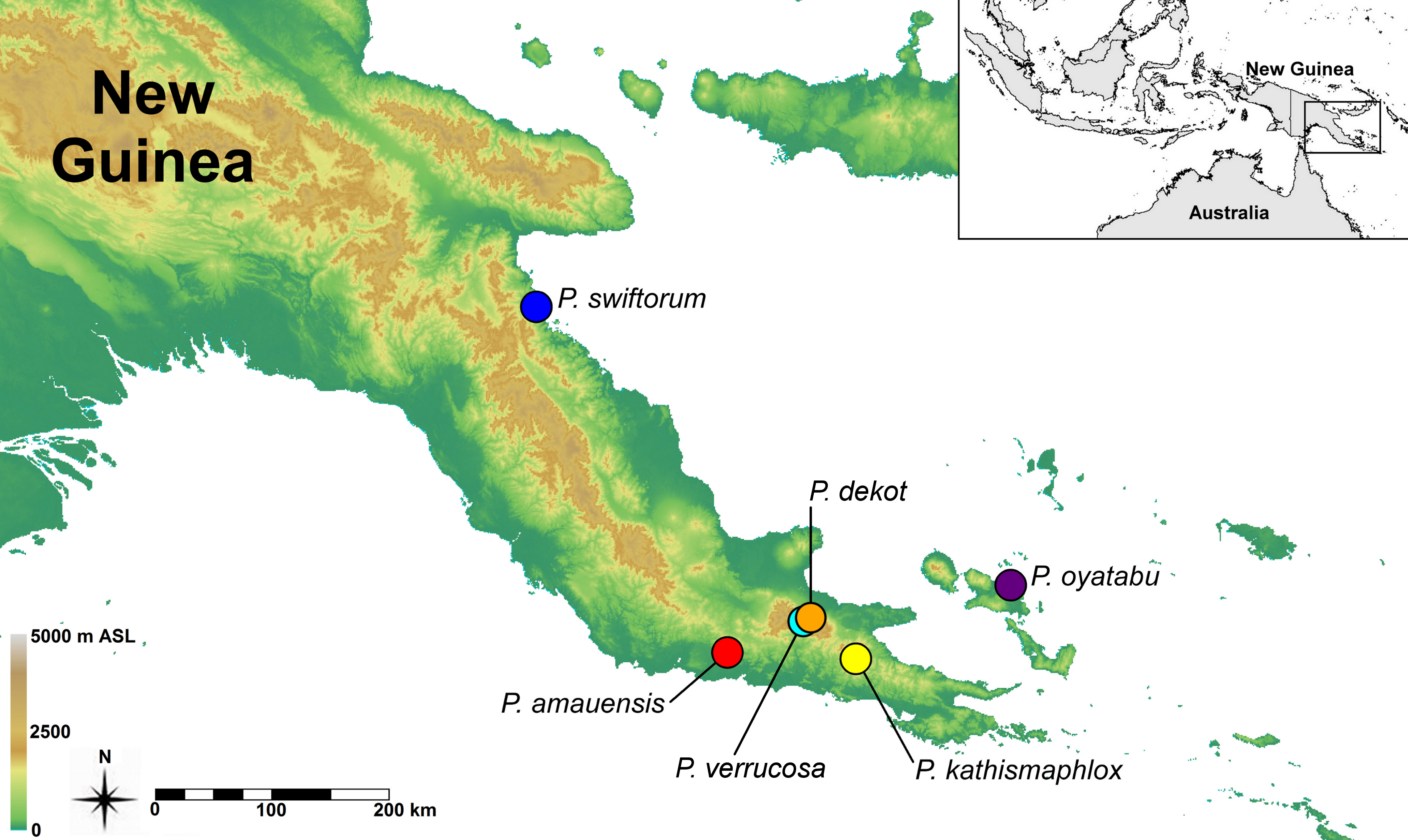
Mapa d'on s'han trobat espècimens del gènere Paedophryne.

Paedophryne (que deriva del grec paedos "infant" i phryne "gripau, granota") és un gènere de granotes de Papua Nova Guinea. Totes les seves sis espècies es troben entre els vertebrats i granotes de mida més petita.

## Taxonomia
- Paedophryne kathismaphlox Kraus, 2010[1]
- Paedophryne oyatabu Kraus, 2010[1]
- Paedophryne dekot Kraus, 2011[2]
- Paedophryne verrucosa Kraus, 2011[2]
- Paedophryne amauensis Rittmeyer, 2012[3]
- Paedophryne swiftorum Rittmeyer, 2012[3]

## Galeria

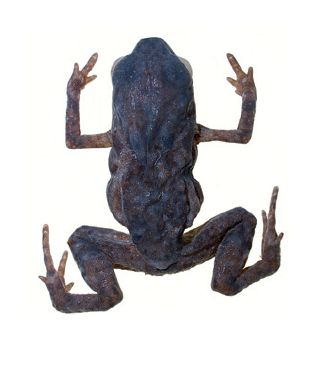
Paedophryne kathismaphlox
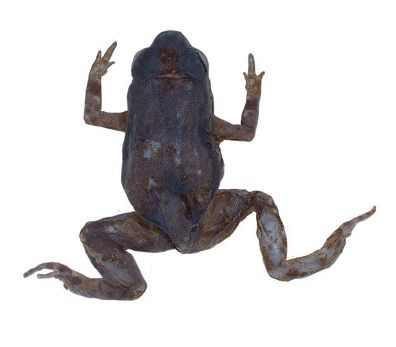
Paedophryne oyatabu
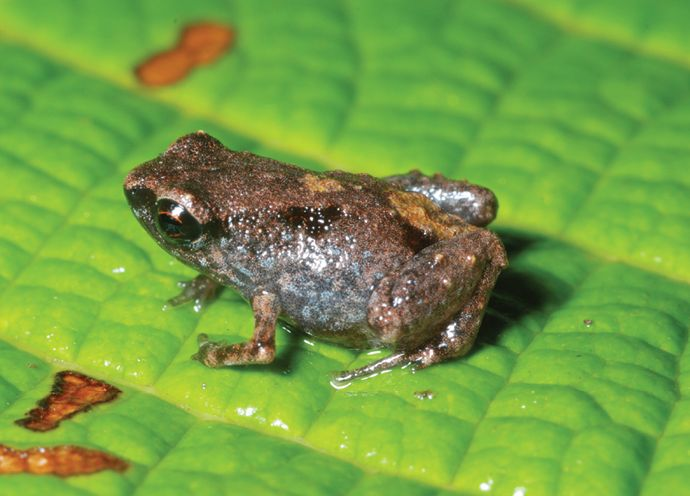
Paedophryne dekot
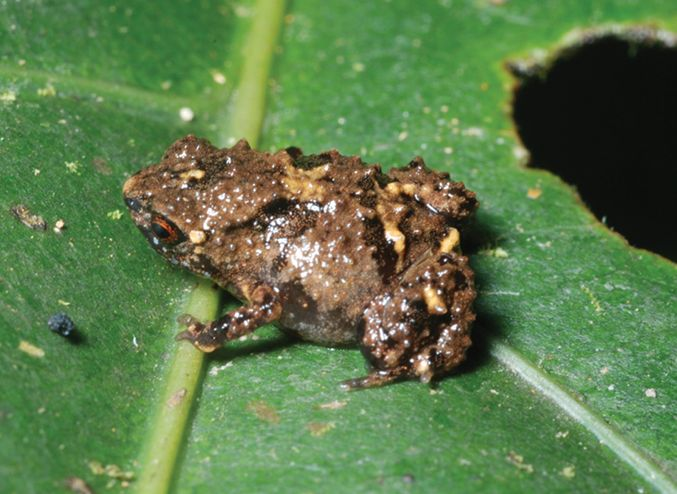
Paedophryne verrucosa
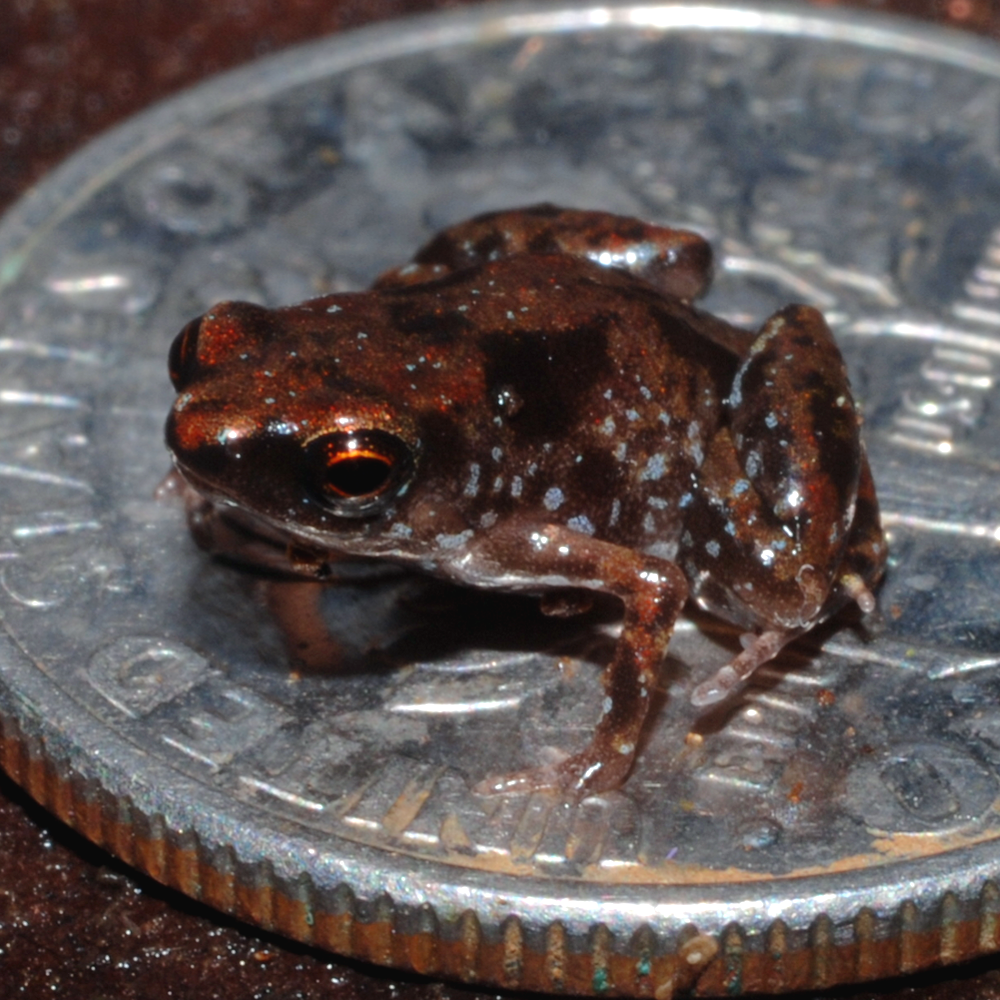
Paedophryne amauensis comparat amb la moneda dime dels Estats Units
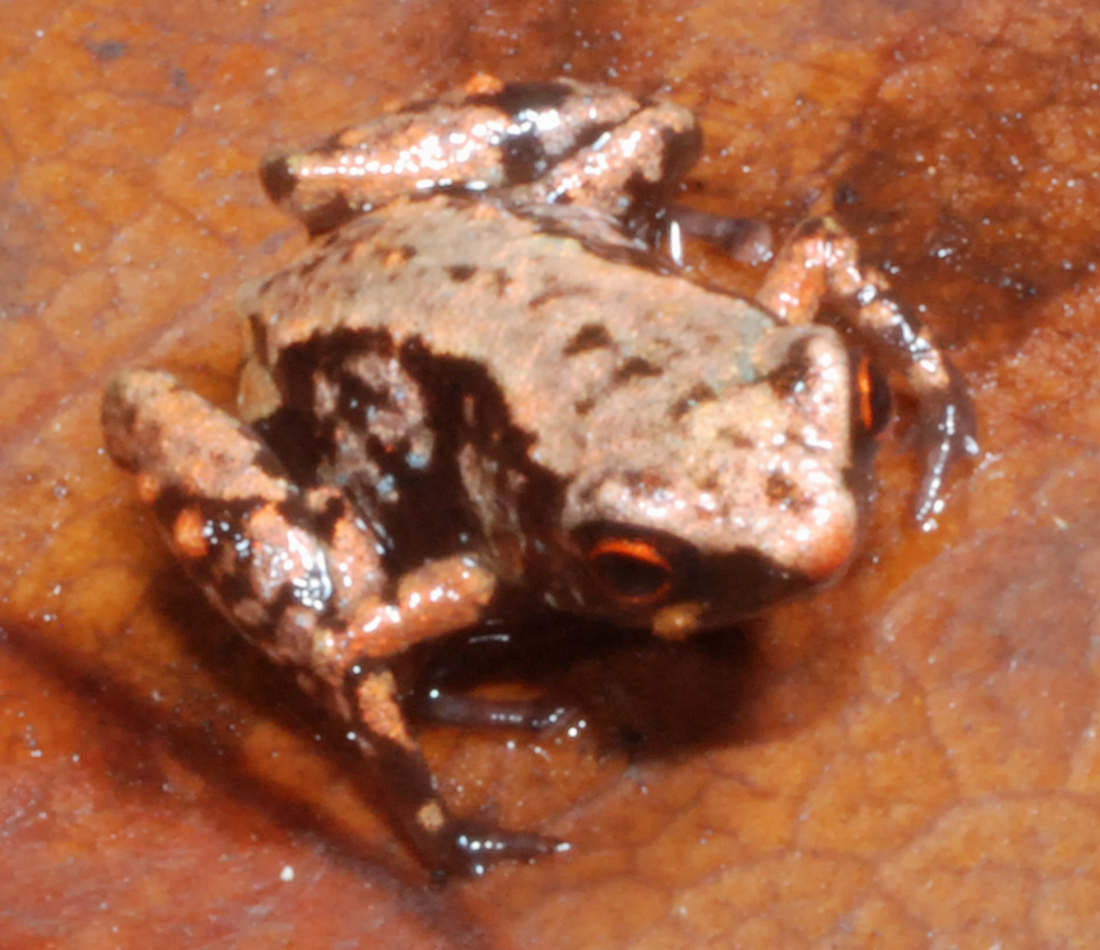
Paedophryne swiftorum